# سينثيز بيتا-كيتواسيل- أيه سي بي III
في علم الإنزيمات ، سينثيز بيتا-كيتواسيل -إيه سي بي III ( 
ر.ت.إ

2.3.1.180

```
) هو 
إنزيم
 
يحفز
 
التفاعل الكيميائي
 الحيوي في البكتيريا والحيوان والإنسان. يشترك في 
تخليق الأحماض الدهنية
. يسمى أيضا FabH.
```

أسيتيل-كو-أ + مالونيل-[ بروتين حامل الأسيل ] {\displaystyle \rightleftharpoons } أسيتو أسيتيل-[ بروتين حامل الأسيل ] + CoA + CO 2
CoA هو مرافق الإنزيم-أ ويختصر أحيانا في العربيةكو-أ .
وبالتالي ، فإن ركائز هذا الإنزيم هما أسيتيل-كو-أ و مالونيل - [بروتين حامل الأسيل] ، في حين أن منتجاته الثلاثة هي أسيتوأسيتيل-[بروتين حامل الأسيل] و CoA وCO2 . ينتمي هذا الإنزيم إلى عائلة الترانسفيرازات ، ليكون محددًا لتلك المجموعات التي تنقل الأسيلترانسفيرازات غير مجموعات الأمينوأسيل.
يشارك هذا الإنزيم في التخليق الحيوي للأحماض الدهنية . بروتين بيتا-كيتوأسيل-[بروتين حامل الأسيل] III يشارك في نظام التخليق الحيوي للأحماض الدهنية المنفصلة (أو النوع II) الذي يحدث في النباتات والبكتيريا. تم وصف دور FabH في تخليق الأحماض الدهنية في ،Streptomyces glaucescens  Streptococcus pneumoniae ،  و Streptomyces coelicolor .

## التسمية
الاسم المنهجي لفئة الإنزيم هذه هو acetyl-CoA: malonyl- [acyl-carrier-protein] C-acyltransferase. تشمل الأسماء الأخرى الشائعة الاستخدام ما يلي:
| - 3-Oxoacyl: ACP synthase III - 3-Ketoacyl-acyl الناقل البروتين سينثاس الثالث ، - KASIII - FabH | - سينثاس بروتين β-Ketoacyl-acyl الحامل III - سينسيز β-Ketoacyl-ACP III - β-Ketoacyl (بروتين ناقل أسيل) سينثاس III - β-Ketoacyl-acyl-carrier-protein synthase III. |

## دوره في مرض السل
تتجنب المتفطرة السلية ، التي تسبب مرض السل ، فعل المناعة الفعالة في الإنسان والفطريات من خلال التغليف ، خاصة مع الأحماض الفطرية المقاومة بشكل خاص لعمليات التحلل الطبيعي للبلاعم macrophages . علاوة على ذلك ، تمنع هذه الكبسولة دخول المضادات الحيوية. تعتبر الإنزيمات المشاركة في التخليق الحيوي للميكولات ضرورية للبقاء على قيد الحياة ومحاربة المرض ، وبالتالي تمثل أهدافًا دوائية ممتازة.
في مرض السل ، تم تعيين إنزيم سينثيز بيتا- كيتواسيل-[بروتني حامل الأسيل] III أنه رابطة حاسمة بين سينثيز الأحماض الدهنية-I ومسارات سينثيز الأحماض الدهنية-II التي تنتج الأحماض الفطرية. يشارك FAS-I في تصنيع الأحماض الدهنية C 16 و C 26 . يعمل منتج C 16 acyl-CoA كركيزة لتخليق حمض الميروميكوليك بواسطة FAS-II ، بينما يشكل الحمض الدهني C 26 فرع ألفا من حمض الميكوليك النهائي. تم اقتراح MtFabH ليكون الرابط بين FAS-I و FAS-II عن طريق تحويل C14-CoA الناتج عن FAS-I إلى C 16 -AcpM ، والذي يتم توجيهه إلى دورة FAS-II. وفقًا لتحليلات توازن تدفق السيليكو ،  mtFabH ضروري ولكن ليس وفقًا لتحليل تهجين موقع الترانسبوزون. على عكس الإنزيمات الموجودة في FAS-I ، فإن إنزيمات FAS-II ، بما في ذلك mtFabH ، ولا توجد في الثدييات ، مما يشير إلى أن مثبطات هذه الإنزيمات هي خيارات مناسبة لتطوير الأدوية.

## البنية والركائز

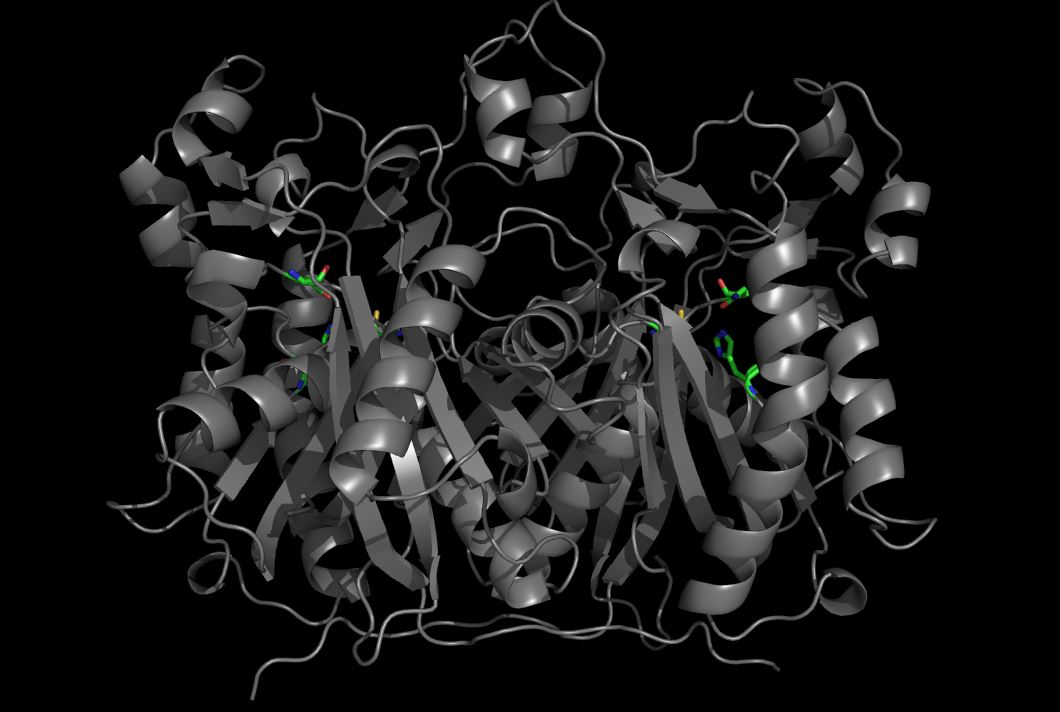
هيكل mtFabH. الإنزيم عبارة عن جهاز محاكاة متجانس من صفائح ألفا و مختلطة ، أو ثيولاز ثيولاز. تظهر الثلاثيات التحفيزية من C122 و H258 و N289 بالألوان وهي مدفونة إلى حد كبير في جيوب كارهة للماء.

تم النشر العلمي عن البنية البلورية لـ FabH من المتفطرة السلية ،  المكورات العنقودية الذهبية ،  الإشريكية القولونية ،  و ثيرموس ثيرموفيليس .
تم قياس النشاط التحفيزي وخصوصية الركيزة لـ mtFabH  ثم تم فحصها باستخدام طرق التعيين البلوري و التطفير الموتاغينيسيس . وتم تحديد هياكل ecFabH المرتبطة بالركائز ، (كو-أ ، و مالونيل-كو-أ ،و كو-أ المتحللة). كما تم الإبلاغ مؤخرًا عن مثبطات جديدة تم تطويرها . كذلك تم في عام 2005 الإبلاغ عن هيكل متحول لــ mtFabH المعطل بواسطة الإنزيم لورويل-كو-أ.
mtFabH الأصلي هو جهاز homodimer مع M r = 77 ± 25 كيلو دالتون. على الرغم من وجود تماثل بنيوي كبير بين جميع إنزيمات FabH البكتيرية التي تم تحديدها حتى الآن ، مع قناتين لربط ركائز acyl-CoA و malonyl-ACP وثلاثي محفز محفوظ (C122 ، H258 ، N289 في mtFabH) ، يحتوي mtFabH على بقايا على طول الأسيل -قناة ربط -CoA التي تختار بشكل تفضيلي الركائز ذات السلسلة الأطول التي تبلغ ذروتها باستخدام lauroyl-CoA (C 12 ). يمكن أن تتضمن استراتيجيات التثبيط القائمة على التصميم العقلاني إزاحة تنافسية للركائز أو تعطيل الموقع الحفاز. فسفرة Thr 45 ، التي تقع عند مدخل قناة الركيزة ، تمنع النشاط ، ربما عن طريق تغيير إمكانية الوصول إلى الركائز.

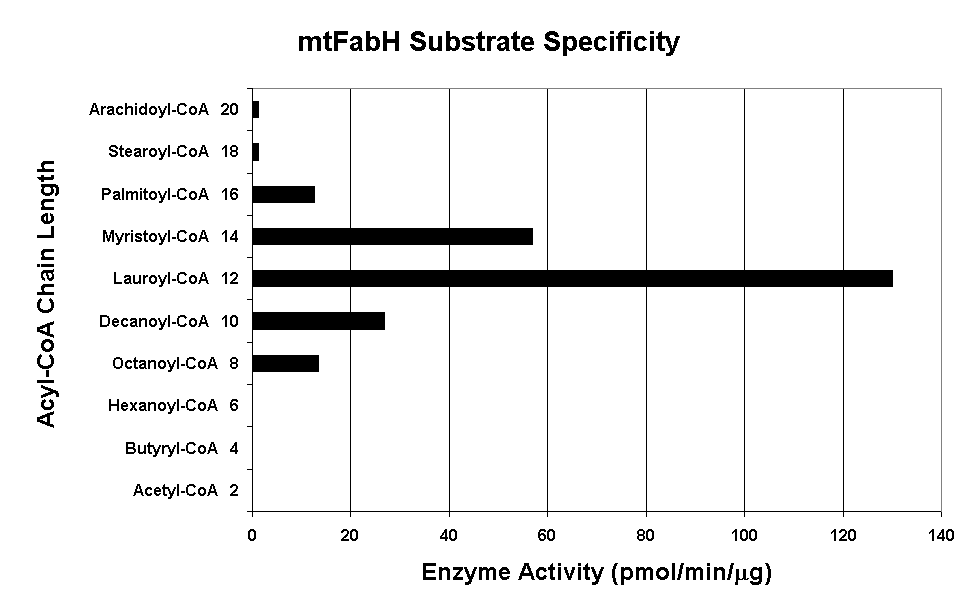
خصوصية الركيزة لـ mtFabH فيما يتعلق بطول سلسلة acyl-CoA. الطول الأمثل هو lauroyl-CoA ، C _{12}.

## مثبطات
اثنان على الأقل من الأدوية الموجودة لمرض السل مشتق في الأصل من الميكروبات ؛ سيرولين من فطر Cephalosporium caerulens و thiolactomycin (TLM) من الفطريات الشعاعية Nocardia spp. من المعروف أن أيزونيازيد (هيدرازيد حمض أيزونيكوتينيك) ، إيثيوناميد ، تريكلوسان [ 5-كلورو -2 (2،4-ديكلوروفينوكسي) -فينول ] و TLM يثبطان على وجه التحديد تخليق حمض الميكوليك الحيوي. يتم فحص مشتقات TLM والمركبات ذات الصلة لتحسين الفعالية.
في حين تم تعلم الكثير من هذه الدراسات الهيكلية والتصميم العقلاني هو نهج ممتاز لتطوير مثبطات جديدة ، فإن الأساليب البديلة مثل التنقيب البيولوجي قد تكشف عن مركبات غير متوقعة مثل مثبط التباين الذي اكتشفه Daines et al. قد يكون هذا مهمًا بشكل خاص نظرًا لأنه يُقترح أن تكون فسفرة إنزيمات تخليق mycolate أمرًا بالغ الأهمية للتنظيم ومن المعروف أن نطاقات كيناز لديها آليات تحكم متعددة بعيدًا عن مواقع ربط ligand والمواقع النشطة.
بعد اكتشاف أن أحماض الفومالينك معزولة من فطر نفايات الأوراق المعروف باسم Phoma sp. من مثبطات FabH / FabF. وانج وآخرون. أبلغوا مؤخرًا عن اكتشافهم من بكتيريا التربة Streptomyces platensis لمثبط طبيعي جديد لـ FabH مع نشاط في الجسم الحي يسمى بلاتينسين. تم العثور على هذه من خلال فحص 250000 مستخلص من بكتيريا التربة والفطريات ، مما يدل على جدوى التنقيب البيولوجي. على الرغم من كونه مضادًا حيويًا مفيدًا في حد ذاته ، فقد ثبت الآن أن بلاتنسيميسين ليس نشطًا بشكل خاص على mtFabH.
من المتوقع أن تكون المثبطات الجديدة على الأرجح عبارة عن جزيئات صغيرة ذات قطبية منخفضة نسبيًا ، مع الأخذ في الاعتبار أن المواقع التحفيزية لمجانس mtFabH مخفية في جيوب كارهة للماء نسبيًا والحاجة إلى اجتياز كبسولات من العصيات المنشأة. ويدعم ذلك ضعف قابلية الذوبان في الماء لمثبط لـ ecFabH. ومن المأمول أيضًا ، من خلال كونها جزيئات صغيرة ، أن يكون تركيبها أو تخليقها الحيوي بسيطًا ورخيصًا ، مما يعزز القدرة على تحمل تكلفة الأدوية اللاحقة للبلدان النامية. تتوفر تقنيات فحص فعالية المثبطات.

## القدرة العلاجية
في عام 2005 ، تسبب مرض السل في وفاة ما يقرب من 1.6 مليون شخص في جميع أنحاء العالم ، ومرض 8.8 مليون شخص ، 90٪ من هذه الحالات في البلدان النامية ، ويقدر أن ثلث سكان العالم مصابون بالسل الكامن. على الرغم من توفر لقاح BCG والمضادات الحيوية المتعددة ، حتى عام 2005 عاد السل إلى الظهور مرة أخرى بسبب مقاومة الأدوية المتعددة ، والتي تفاقمت بسبب حضانة ضحايا الإيدز الذين يعانون من ضعف المناعة ، وعدم الامتثال للعلاج الدوائي ، والنقص المستمر في الرعاية الصحية في البلدان النامية. يبدو أن معدلات الوفيات والإصابة بلغت ذروتها ، لكن السل لا يزال يمثل مشكلة عالمية خطيرة. هناك حاجة لعقاقير فعالة جديدة لمكافحة هذا المرض. قد يكون للمثبطات ضد mtFabH ، أو ضد الإنزيمات الأخرى لمسار FAS-II (إنزيم الحمض الدهني II)، فائدة أوسع ، مثل علاج المكورات العنقودية الذهبية المقاومة للأدوية المتعددة ، والمتصورة المنجلية ، العامل المسبب لمشكلة حرارية خطيرة أخرى ، الملاريا .